# Elektrownia Rybnik

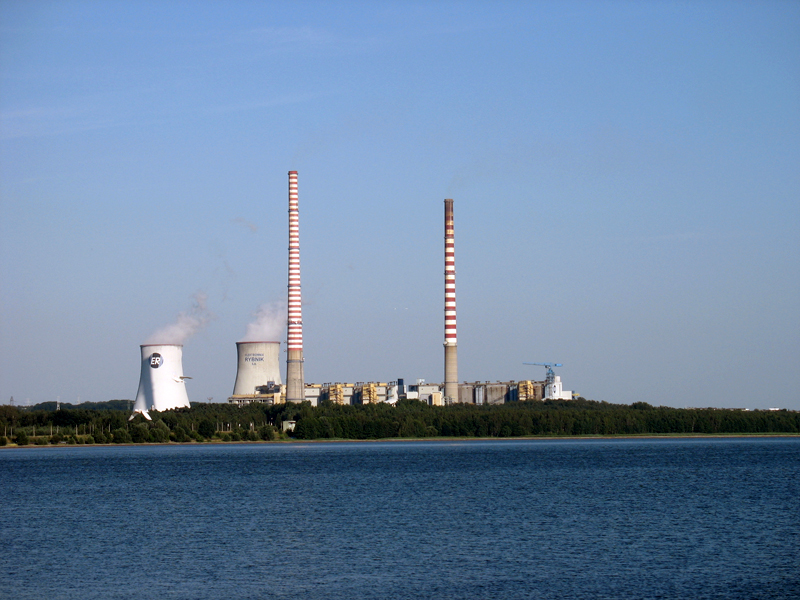
PGE Oddział Rybnik

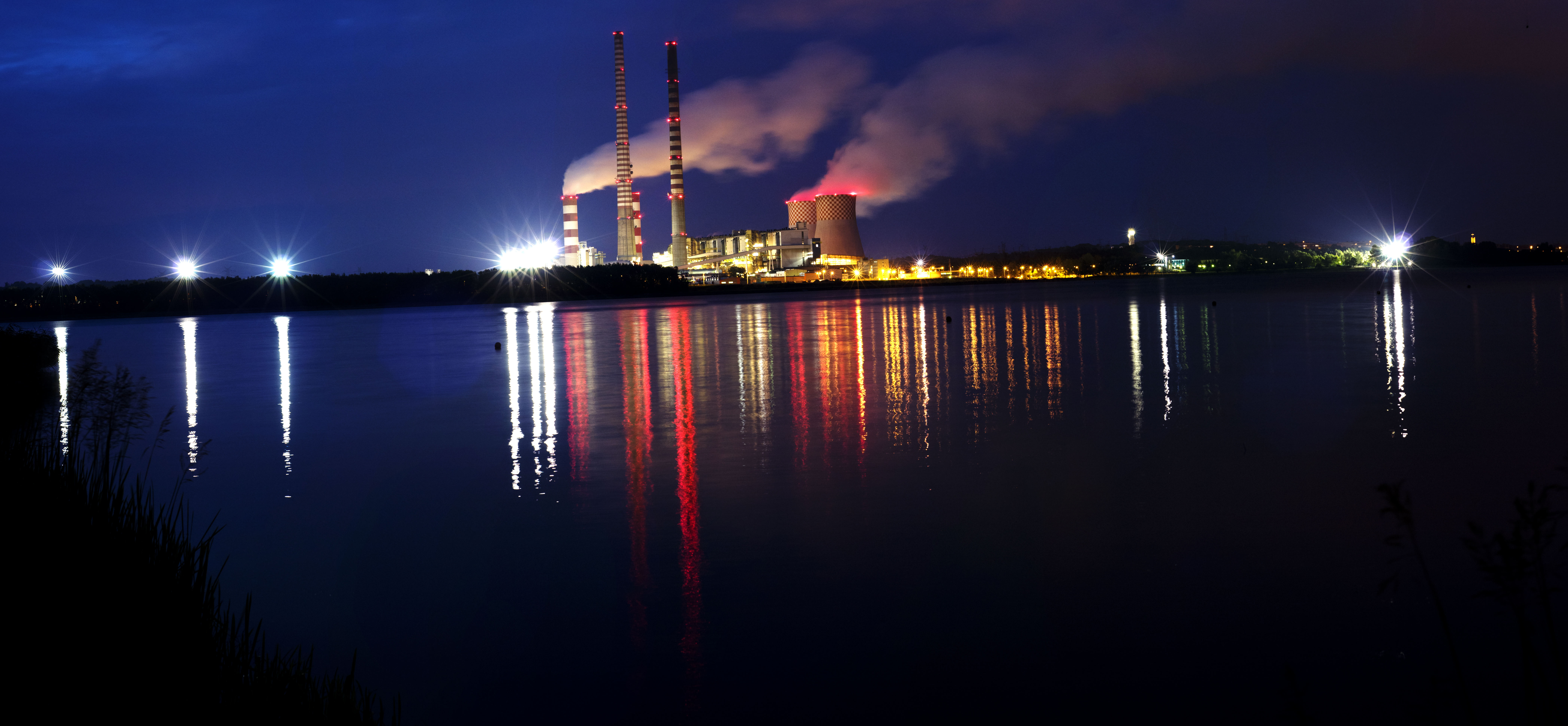
Widok na Elektrownię Rybnik nocą.

PGE Energia Ciepła S.A. Oddział w Rybniku (dawniej: Elektrownia „Rybnik”) – elektrownia kondensacyjna (cieplna) i blokowa, największa na Górnym Śląsku, a zarazem jedna z największych w kraju. Od stycznia 2020 r. jedna z elektrowni zasilanych węglem kamiennym należących do spółki PGE Górnictwo i Energetyka z Grupy Kapitałowej PGE. Jej moc to 900 MW.

## Historia
W drugiej połowie lat 60. XX wieku zapadła decyzja o wybudowaniu elektrowni na obrzeżach miasta. Pierwsze bloki energetyczne uruchomiono w latach 1972–1974, kolejne w roku 1978.
25 marca 2014 roku ok. godziny 13:00 wybuchł pożar jednego z transformatorów bloku energetycznego numer VIII. Pożar gasiło dziewięć zastępów straży pożarnej z Rybnika i okolic. Podczas pożaru wyciekło bądź wylało się 60 ton oleju transformatorowego, który zapalił się i wyciekł do kanałów kablowych. Pożar ugaszono ok. godziny 14:15. W czasie pożaru nikt nie ucierpiał.

## Dane techniczne
- moc: 900 MW

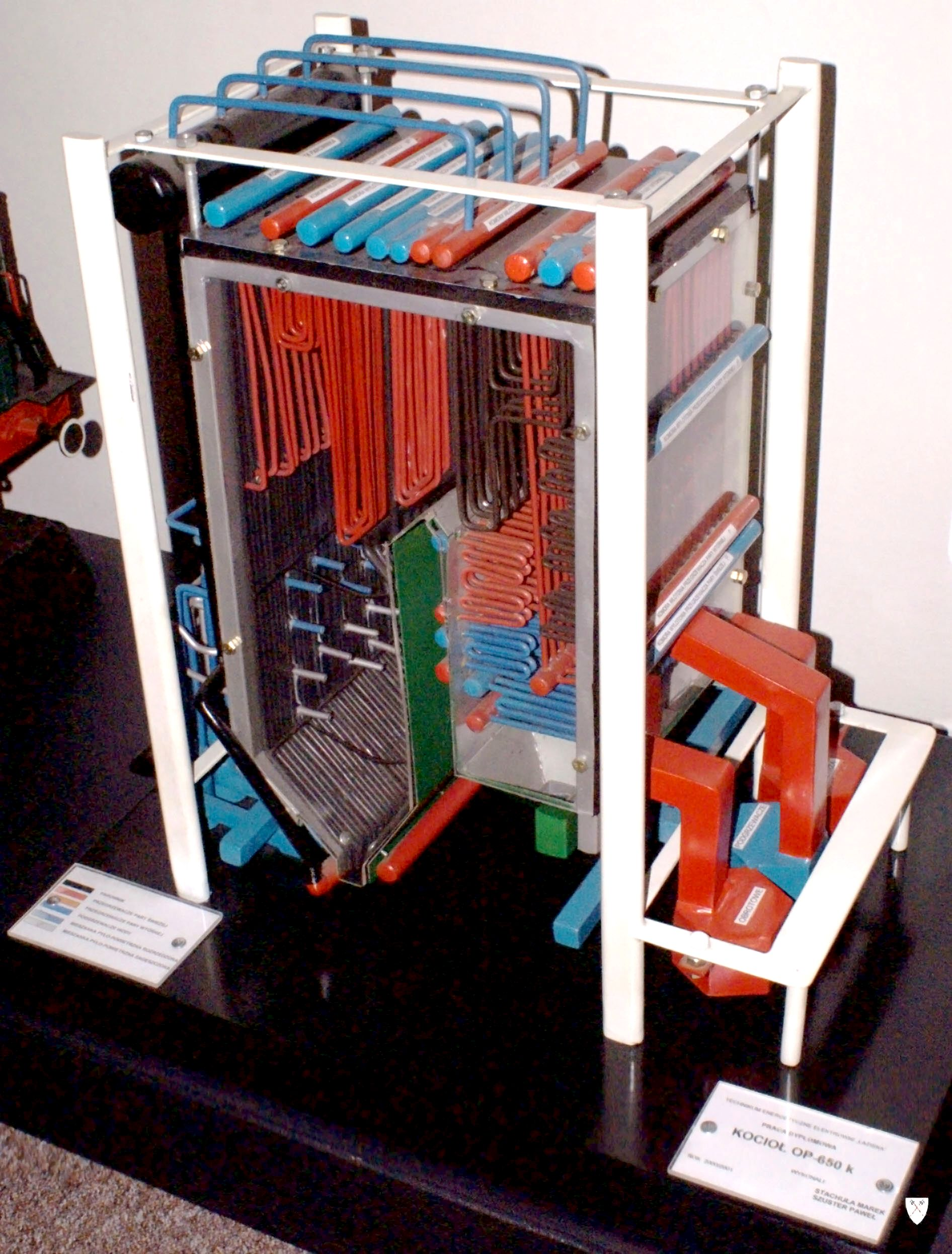
Kocioł OP-650k opalany pyłem węglowym

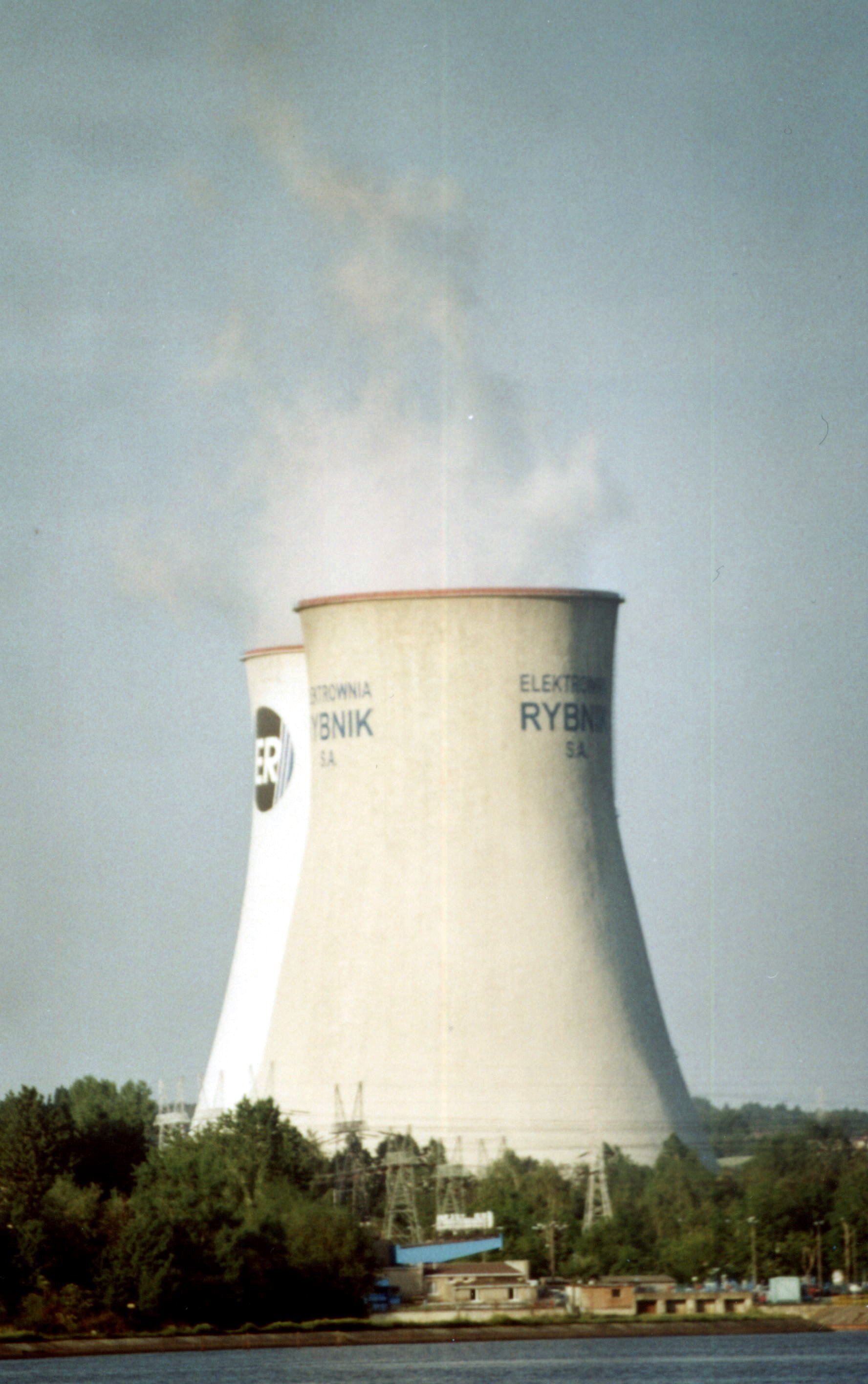
Chłodnie kominowe

- roczna produkcja energii elektrycznej: ?
- 4 bloki energetyczne 225 MW każdy składający się z:
  - kocioł parowy OP-650k produkcji Rafako w Raciborzu
  - turbina parowa 13K215 produkcji Zamechu w Elblągu
  - generator GTHw-225 MW produkcji Dolmel we Wrocławiu
- zbiornik wodny: powierzchnia – 550 hektarów, sztucznie utworzony (1972), nazywany Jeziorem Rybnickim
- dwie chłodnie kominowe (po 120 metrów), kominy 260 i 300 metrów (jeden komin przypada na cztery bloki) oraz dwa kominy 120 metrowe wybudowane na potrzeby instalacji mokrego odsiarczania spalin
- elektrownia posiada jeden z 5 najwyższych kominów w Polsce o wysokości 300 m
- elektrownia pracuje w oparciu o węgiel kamienny, którego roczne zużycie wynosi około 4–4,5 milionów ton

### Rozwój
Do 2018 roku elektrownia planowała uruchomić nowy blok energetyczny o mocy 910 MW. Nowy blok został zaplanowany tak by produkować do 8% energii pochodzącej ze współspalania węgla z biomasą. Na skutek zmian w obowiązującym prawie projekt został wstrzymany na czas nieokreślony. Równocześnie EDF ogłosił, że wyda 300 mln euro na modernizację istniejących bloków elektrowni. 16 sierpnia 2021 r. zakończono eksploatację bloków energetycznych nr 1 i 2 na węgiel kamienny w Elektrowni Rybnik, należącej do PGE Górnictwo i Energetyka Konwencjonalna z Grupy PGE. Wyłączenie jednostek związane jest z wejściem w życie tzw. konkluzji BAT. Docelowo, moc wyłączonych bloków w tej lokalizacji zostanie uzupełniona energią z nowego, niskoemisyjnego źródła gazowego. Obecnie w eksploatacji w Elektrowni Rybnik pracują cztery bloki energetyczne o łącznej mocy zainstalowanej 900 MW.
Właściciel Elektrowni Rybnik, spółka PGE Górnictwo i Energetyka Konwencjonalna, zapowiedziała zamiar zaprzestania wytwarzania energii elektrycznej przez bloki węglowe w Rybniku z dniem 31 grudnia 2025 r.

## Wpływ na środowisko
Więcej: Elektrownia węglowa – wpływ na środowisko
Elektrownia oddała do użytku Zakład Odzysku Węgla, zlokalizowany w Czerwionce-Leszczynach, eksploatujący odpady pogórnicze, stające się tańszym źródłem energii dla elektrowni.
Elektrownia posiada kilka instalacji odsiarczania spalin:
- Instalacja sucha – polegającą na podawaniu zmielonego kamienia wapiennego do komór paleniskowych kotłów.

- Instalacja sucha z nawilżaniem – polega na zraszaniu nieodpylonych spalin w reaktorach umieszczonych pomiędzy kotłami a elektrofiltrami.

- Instalacja mokrego odsiarczania spalin – metoda ta polega na przemywaniu spalin wodną zawiesiną wapna w wieży absorpcyjnej, w efekcie czego powstaje siarczyn wapnia.

W raporcie WWF z 10 maja 2007 Elektrownia Rybnik została uznana za jedną z czterech elektrowni emitujących największe ilości gazów cieplarnianych do atmosfery w Polsce.
Dane Eksploatacyjne:
Podczas rozruchu kotłów energetycznych spalane są znaczne ilości mazutu, który pełni rolę paliwa rozruchowego. Przykładowo, uruchomienie bloku o mocy 230 MW może wymagać zużycia od 20 do 40 ton mazutu, co wiąże się z emisją około 120 ton dwutlenku węgla, ponad 1,5 tony dwutlenku siarki, kilkuset kilogramów tlenków azotu oraz pyłów i sadzy zawierających metale ciężkie (m.in. wanad, nikiel). Spalanie mazutu powoduje także uwalnianie tlenku węgla i węglowodorów aromatycznych o właściwościach rakotwórczych. W trakcie normalnej pracy bloków tej wielkości zużycie węgla kamiennego wynosi około 95 ton na godzinę przy pełnym obciążeniu. Mimo stosowania instalacji odsiarczania i filtrów pyłów, spalanie tych paliw pozostaje istotnym źródłem gazów cieplarnianych i zanieczyszczeń atmosfery.

## Nagrody i wyróżnienia
Lista nagród i wyróżnień przyznanych w 2006
- Cezar Śląskiego Biznesu przyznawany liderom śląskiego biznesu będąca wyrazem uznania dla osiągnięć firm z województwa,

Lista nagród i wyróżnień przyznanych w 2005
- wyróżnienie w konkursie Lider „Świata Energii” 2005 w kategorii „wytwórca roku” oraz „ochrona środowiska”
- nagroda Złoty Liść Sukcesu 2005 przyznawana przez firmę Ekologus w kategorii „Największe inwestycje w zakresie ochrony środowiska”,

Lista nagród i wyróżnień przyznanych w 2004
- drugie miejsce na liście Najbardziej Efektywnych Przedsiębiorstw Infrastrukturalnych przygotowanej przez Polską Akademię Nauk, Centrum Informacji Społeczno-Gospodarczej MGPiPS, Polish Market, Parkiet.
- wyróżnienie w konkursie Lider „Świata Energii” 2004 w kategorii „wytwórca roku” oraz „ochrona środowiska”
- Polskie Centrum Badań i Certyfikacji S.A. przyznało Elektrowni „Rybnik” S.A. pamiątkowy medal. Medal ten ma na celu uhonorowanie firm zaangażowanych w propagowanie idei jakości oraz działających na rzecz polskiego systemu oceny zgodności.
- nagroda „Panteon Polskiej Ekologii”. Patronat nad tą nagrodą objęli: Minister Środowiska RP i Prezes Polskiego Centrum Badań i Certyfikacji S.A. Nagroda została przyznana w związku z opracowaniem i wdrożeniem systemu zarządzania środowiskowego zgodnego z wymaganiami określonymi w normie PN-EN ISO 14001
- „Czarny Diament” – nagroda przyznana przez Izbę Przemysłowo-Handlową Rybnickiego Okręgu Przemysłowego dla Zakładu Odzysku Węgla „Zower”

Lista nagród i wyróżnień przyznanych w 2003
- tytuł Lider „Świata Energii” 2003 w kategorii „wytwórca roku” oraz „menedżer roku”,
- „Czarny Diament” – nagroda przyznana przez Izbę Przemysłowo-Handlową Rybnickiego Okręgu Przemysłowego m.in. za zasługi dla ochrony środowiska, mecenat finansowy nad nauką, kulturą i sportem oraz uruchomienie Zakładu Odzysku Węgla „Zower”,
- statuetka Fundacji im. Hugo Kołłątaja – za wieloletnią współpracę i działalność na rzecz wybitnie uzdolnionych studentów,
- nagroda w Konkursie „Trofea Zrównoważonego Rozwoju” organizowanym przez EDF za budowę Zakładu Odzysku Węgla „Zower”,
- drugie miejsce na liście 200 Najbardziej Efektywnych Przedsiębiorstw Infrastrukturalnych przygotowanej przez Polską Akademię Nauk,
- dyplom Górnośląskiego Centrum Rehabilitacji „Repty” „Przyjaciel GCR Repty” w podziękowaniu za wieloletnią pomoc finansową dla GCR,
- wyróżnienie w Konkursie BCC „Medal Europejski” za produkt: energia elektryczna.